# 西線6条停留場
西線6条停留場（にしせんろくじょうていりゅうじょう）は、北海道札幌市中央区にある札幌市交通事業振興公社（札幌市電）山鼻西線の停留場である。停留場番号はSC05。山鼻西線の通る福住桑園通と南6条通の交差点（南6条西14丁目）にある。

## 歴史
- 1931年（昭和6年）11月23日 [2] 路線新設に伴い「南6条西15丁目」の名称で停留場開業（単線）。
- 1949年（昭和24年）7月8日 「南6条」に改称。
- 1951年（昭和26年）6月28日 複線化。
- 1958年（昭和33年）11月15日 「西線6条」に改称[3]。
- 2001年（平成13年）4月1日 停留場名のひらがな・ローマ字表記を「にっせん-（Nissen-）」から「にしせん-（Nishisen-）」に変更。
- 2015年（平成27年）4月1日 停留場番号を設定[4]。

## 停留場構造
2面2線の対向式。交差点を挟んで北側に内回り（西線9条旭山公園通方面）、南側に外回り（西15丁目方面）の乗り場があり安全地帯が設けられている。安全地帯にはロードヒーティングが施され、上屋が設置されている。

## 停留場周辺
- 中央区西まちづくりセンター
- 札幌南六条郵便局
- 北海道銀行西線支店
- 東光ストア西線6条店
- サッポロドラッグストアー西線店
- まいばすけっと南7条西15丁目店
- 田中内科医院
- 北星学園女子中学校・高等学校
- ジェイ・アール北海道バス（琴似営業所）「南6条西16丁目」停留所[5]

## 隣の停留場
札幌市交通事業振興公社
山鼻西線
西15丁目停留場 (SC04) - 西線6条停留場 (SC05) - 西線9条旭山公園通停留場 (SC06)